# بدویلن
بدویلن گروه دخترانه کره ای بنیان گذاری شده توسط بی پی ام انترتینمنت است. گروه هفت عضو دارد: اما، کلوئی یانگ، هو'ئه، اینا، یونسو، وین و کِلی.
این گروه در تاریخ 3 ژوئن 2024 با تک آلبوم Overstep دبیو کردند.

## تاریخچه

### 2021–2024: قبل از دبیو و بنیان گذاری
برخی از اعضا پیش از پیوستن به گروه،  در صنعت سرگرمی مشغول بوده اند. هو'ئه و یونسو در برنامه رقابتی ام‌بی‌سی مای تینیج گرل شرکت کردند.
 اما برای شرکت در برنامه استریت وومن فایتر شناخته شده بود. کلوئی یانگ یکی از اعضای گروه رقص وان میلیون بود.

### 2024: دبیو باOverstep
در آوریل 2024، BPM Entertainment فاش کرد که برنامه دارد اولین گروه دخترانه خود متشکل از کارآموزان خود را راه‌اندازی کند، درحالی که دو سال قبل ویویز را با اعضای سابق جی‌فرند شروع کرده بود. در ماه مه، آنها شروع به اشتراک‌گذاری تیزرهایی از گروه کردند که قرار بود در نیمه اول سال 2024 شروع به کار کنند. دو ویدیوی رقص برای آهنگ‌های "Hurricane" و "+82" منتشر شد که ترکیب هفت نفره را نشان می‌داد اما هنوز نام اعضا تایید نشده بود.
در 3 ژوئن، گروه اولین آلبوم خود را با انتشار آلبوم تکی Overstep، با آهنگ اصلی "Badvillain"، آهنگ قبلی "+82" و آهنگ منتشر نشده دیگر "Baditude" آغاز کرد. موزیک ویدیوی تک آهنگ اصلی ۱۷ ساعت پس از انتشار از ۱۰ میلیون بازدید گذشت که سریع‌ترین ویدیو برای اولین گروه دخترانه در سال ۲۰۲۴ بود. "Badvillain" آهنگ رقص باس هیپ هاپ است. از نظر متنی، پیام پیشروی به سمت هدفی را می‌رساند که منعکس‌کننده خواسته‌های شخصی است تا نظرات دیگران. در نقدی برای IZM، کیم ته هون آهنگ رپ در نیمه اول آهنگ را ستود اما گفت که "با نزدیک شدن به نیمه دوم، تعادل خود را به دلیل تغییراتی که در حد افراط است از دست می دهد." کیم اظهار داشت که سبک Badvillain را نشان می‌دهد، اما نمی‌تواند از دیگر فیلم‌های منتشر شده سبک گرل کراش متمایز باشد. BPM بعداً تأیید کرد که "Hurricane" به صورت تجاری ابتدا در 24 ژوئن بر روی پلتفرم های کره ای و سپس در 26 ژوئن روی پلتفرم های جهانی منتشر خواهد شد. "Hurricane" یک آهنگ هیپ هاپ ترپ ای است که دارای سینت سایزر و باس سنگین است.

## اعضا
- اما (کره‌ای: 엠마)
- کلوئی یانگ (کره‌ای: 클로이영)
- هو'ئه (کره‌ای: 휴이)
- اینا (کره‌ای: 이나)
- یونسو (کره‌ای: 윤서)
- وین (کره‌ای: 빈)
- کِلی (کره‌ای: 켈리)

## References
1. ↑  "이렇게 이상하면 어쩌라고"...옥주현, 이지우X김유연 '레옹' 무대 혹평(방설렘)[결정적장면] ["What if it's like this?"... Ock Joo-hyun, Lee Ji-woo X Kim Yoo-yeon's 'Leon' stage criticism (My Teenage Girl)] (به کره‌ای). Newsen. Archived from the original on November 7, 2022. Retrieved July 11, 2022.
2. 1 2  Pyo, Kyung-min (May 6, 2024). "'Street Woman Fighter' dancer Emma joins new girl group Badvillain". The Korea Times (به انگلیسی). Archived from the original on May 7, 2024. Retrieved May 7, 2024.
3. ↑  Kim, Min-young (June 3, 2024). "Debut girl group Badvillain wants to become 'K-pop's villain' with single 'Overstep'". Korea JoongAng Daily (به انگلیسی). Archived from the original on August 25, 2024. Retrieved June 24, 2024.
4. ↑  Kim, Ju-yeon (April 4, 2024). "Taemin, VIVIZ company Big Planet Made to launch first girl group Badvillain". Korea JoongAng Daily (به انگلیسی). Archived from the original on June 24, 2024. Retrieved June 24, 2024.
5. ↑  Park, Sang-hoo (May 5, 2024). 빅플래닛 걸그룹 배드빌런 베일 벗었다...'스우파' 엠마 합류 [Big Planet girl group Badvillain unveiled... 'SWF' Emma joins]. JTBC News (به کره‌ای). Retrieved June 24, 2024.
6. ↑  Yoon, Ki-bae (May 8, 2024). 배드빌런, 몸짓부터 남다르네... '+82' 퍼포먼스 비디오 공개 [Bad Villain, even their body language is different... '+82' performance video released]. Edaily [ko] (به کره‌ای). Archived from the original on August 25, 2024. Retrieved June 24, 2024.
7. ↑  Kim, Chae-yeon (March 27, 2024). '브레이브 新 걸그룹' 캔디샵, 오늘(27일) 오픈..Z세대 핫플 뜬다 ['Brave's new girl group' Candy Shop opens today (27th)... Generation Z's hot favorite] (به کره‌ای). OSEN [ko]. Archived from the original on March 27, 2024. Retrieved March 27, 2024 – via Naver.
8. ↑  Hwang, Hye-jin (June 4, 2024). 배드빌런 'BADVILLAIN' MV 천만뷰 돌파...올해 데뷔 걸그룹 최단기록 [Bad Villain 'BADVILLAIN' MV exceeds 10 million views... Shortest debut girl group record this year]. Newsen. Archived from the original on June 25, 2024. Retrieved June 25, 2024.
9. ↑  Kim, Tae-hoon (June 2024). "Badvillain". IZM. Retrieved June 24, 2024.[پیوند مرده]
10. ↑  Kim, Jong-eun (June 24, 2024). '슈퍼신인' 배드빌런, 오늘(24일) 스페셜 싱글 '허리케인' 공개...이례적 행보 ['Super rookie' Bad Villain releases special single 'Hurricane' today (24th)... an unusual move]. TV Daily. Archived from the original on June 25, 2024. Retrieved June 25, 2024.